# 利蒙因丹薩縣

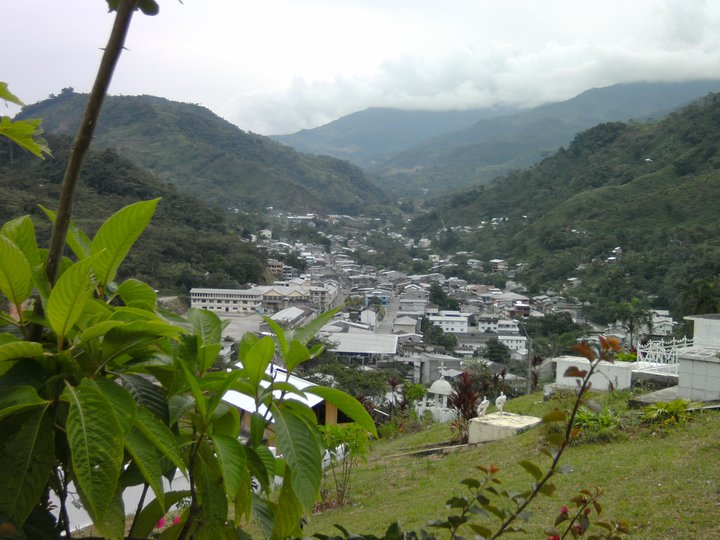

3°4′S 78°20′W / 3.067°S 78.333°W
利蒙因丹薩縣（西班牙語：Cantón Limón Indanza），是厄瓜多爾的縣份，位於該國東南部，由莫羅納-聖地亞哥省負責管轄，始建於1914年8月4日，面積2,102.42平方公里，海拔高度1,100米，2001年人口10,192，人口密度每平方公里4.85人。